# Lourence Ilagan
Lourence Ilagan (* 11. Februar 1978 in Manila) ist ein philippinischer Dartspieler.

## Karriere
Lourence Ilagan erreichte 2000 und 2006 das Viertelfinale des WDF Asia-Pacific Cups. Er qualifizierte sich für die PDC World Darts Championship 2009. Bei seiner ersten PDC-Weltmeisterschaft unterlag er allerdings in der Vorrunde dem Finnen Marko Kantele mit 2:5. Mitte des Jahres konnte Ilagan beim World Masters 2009 die Qualifikation meistern und sich mit Siegen über Scott Waites im Achtelfinale und Steve West im Viertelfinale, bis ins Halbfinale vorspielen. Dort unterlag er schließlich Robbie Green.
Beim World Cup of Darts 2012 vertrat Ilagan zusammen mit Christian Perez zum ersten Mal sein Heimatland. Das Duo schied jedoch in der ersten Runde mit 3:5 gegen die Vereinigten Staaten aus. Ende des Jahres nahm er erneut an der PDC World Darts Championship 2013 teil. Bei seiner zweiten Weltmeisterschaftsteilnahme konnte der Philippiner die Vorrunde gegen Jamie Lewis überstehen. In der zweiten Runde schied er jedoch gegen Colin Osborne mit 0:3 aus. 2013 folgte der Sieg bei den Hongkong Open und etwas später nahm er zum ersten Mal an der World Soft Darts Championship teil, wo er unter anderem Stephen Bunting besiegte. Ilagan war nun vermehrt im Softdartsbereich aktiv. Beim World Cup of Darts 2015 nahm Ilagan dieses Mal mit Gilbert Ulang an, jedoch scheiterte das Duo erneut in Runde eins. 2016 verpasste er mit durch eine Finalniederlage im Qualifikationsturnier seine dritte WM-Teilnahme. Bei der Premiere der PDC Asian Tour 2018 gewann Ilagan vier Turniere. Wodurch er sich für das Shanghai Darts Masters 2018 qualifizierte. Dort verlor er in der ersten Runde gegen den Nordiren Daryl Gurney mit 1:6. Als Erstplatzierter der Asian Tour Order of Merit war Ilagan für die Weltmeisterschaft 2019 qualifiziert, wo er trotz eines guten Spiels in der ersten Runde gegen Vincent van der Voort mit 1:3 ausschied. Nachdem die Philippinen im Vorjahr nicht am World Cup of Darts teilgenommen hatten, waren sie 2019 wieder vertreten. Zusammen mit Noel Malicdem musste Lourence Ilagan in der ersten Runde gegen England antreten. Mit 1:5 schieden sie jedoch aus. Nur wenig später konnte er 2019 sein erstes Turnier auf der PDC Asian Tour gewinnen, wo er im Finale zudem ein Nine dart finish spielte. Erneut gelang es Ilagan sich über die Asian Tour für die PDC World Darts Championship 2020 zu qualifizieren. Dort führte Ilagan in der ersten Runde gegen Cristo Reyes mit 2:0, schied jedoch noch mit 2:3 aus dem Turnier aus. Nach einer weiteren Erstrundenniederlage beim World Cup of Darts 2020, qualifizierte sich Ilagan wenig später über den Philippinischen Qualifier der Asian Tour für die Weltmeisterschaft 2021. Wie in den letzten Jahren zuvor schied Ilagan bei der Weltmeisterschaft 2022 mit einer 0:3-Niederlage in der ersten Runde gegen den Niederländer Raymond van Barneveld aus.
Beim World Cup of Darts 2022 trat Ilagan gemeinsam mit RJ Escaros an. Die beiden unterlagen jedoch dem Walisischen Team. Er war als World-Cup-Teilnehmer jedoch für die PDC Asian Championship 2022 qualifiziert, wo er seine Vorrundengruppe für sich entscheiden konnte. Nach Siegen über Chaiyan Paiaree und Yuichiro Ogawa zog Ilagan bis ins Halbfinale ein, womit er sich für die PDC World Darts Championship 2023 qualifizieren konnte. Er unterlag dann allerdings mit 1:6 gegen Landsmann und Turniersieger Christian Perez.

## Weltmeisterschaftsresultate

### PDC
- 2009: Vorrunde (2:5-Niederlage gegen  Marko Kantele)
- 2013: 1. Runde (0:3-Niederlage gegen  Colin Osborne)
- 2019: 1. Runde (1:3-Niederlage gegen  Vincent van der Voort)
- 2020: 1. Runde (2:3-Niederlage gegen  Cristo Reyes)
- 2021: 1. Runde (1:3-Niederlage gegen  Ryan Murray)
- 2022: 1. Runde (0:3-Niederlage gegen  Raymond van Barneveld)
- 2023: 2. Runde (0:3-Niederlage gegen  Dimitri Van den Bergh)
- 2024: 1. Runde (2:3-Niederlage gegen  Matt Campbell)
- 2025: 1. Runde (0:3-Niederlage gegen  Luke Woodhouse)